# دهستان اوملینگ
دهستان اوملینگ (به لاتین: Umling Gewog) یک دهستان در کشور بوتان است که در ناحیهٔ سرپانگ واقع شده‌است. دهستان اوملینگ ۱۲۲ کیلومتر مربع مساحت و ۳٬۱۲۹ نفر جمعیت دارد و ۱۹۰−۴۰۰ متر بالاتر از سطح دریا واقع شده‌است.